# NGC 4692
NGC 4692 (również NGC 4702, PGC 43200 lub UGC 7967) – galaktyka eliptyczna (E), znajdująca się w gwiazdozbiorze Warkocza Bereniki.
Odkrył ją William Herschel 11 kwietnia 1785 roku. 4 marca 1867 obserwował ją Heinrich Louis d’Arrest, jednak niedokładnie określił jej pozycję i skatalogował ja jako nowo odkryty obiekt. John Dreyer w swoim New General Catalogue skatalogował obserwację Herschela jako NGC 4692, a d’Arresta jako NGC 4702.